# Хомию Тесфайе
Хомию Тесфайе — немецкий легкоатлет эфиопского происхождения, который специализируется в беге на 1500 метров. Занял 5-е место на чемпионате мира 2013 года — 3.37,03.
1 сентября 2013 года занял 3-е место на соревнованиях ISTAF.
В июле 2010 года попросил политическое убежище во Франкфурте-на-Майне. Получил немецкое гражданство 28 июня 2013 года. Спортсмена обвиняют в том, что он умышленно скрывает свой возраст и имя. Его подозревают в том, что его настоящее имя Хенок Тесфайе 1990 года рождения. Ситуация осложняется поразительным сходством этих спортсменов.